# کیم یو-جین (بازیکن فوتبال، زاده ۱۹۸۱)
کیم یو-جین (انگلیسی: Kim Yoo-jin؛ زادهٔ ۲۶ سپتامبر ۱۹۸۱) بازیکن فوتبال است.
وی همچنین در تیم ملی فوتبال زنان کره جنوبی بازی کرده‌است.